# 川原俊夫
川原 俊夫（かわはら としお、1913年1月25日 - 1980年7月17日）は、日本の実業家。ふくやの創業者で、いわゆる博多式の辛子明太子を開発し、広めた人物として知られる。

## 生涯

### 出生から引き揚げまで
川原俊夫は1913年（大正2年）に川原宇次郎（正確には「𡧃次郎」）とトヨの二男として釜山市の寶水町(ko)で誕生した。元々福岡県朝倉郡三輪村（現在の筑前町）出身の川原家は、明治後期に釜山に渡って「川原回漕店」という商店を開き、海運業を行うかたわら現地の日本人向けに海産物や缶詰などの販売を行っていた。この頃から川原は街中の草梁市場によく通っており、そこで売られていた明太子に興味を持ったという。川原家は後に「富久屋」（ふくや）という食料品店も経営しており、この店の名前がのちの「ふくや」に繋がる事となる。
その後、釜山公立中学校を卒業した川原は1930年（昭和5年）に満州の電力会社「南満州電気株式会社」に入社し、奉天へ移住する。1936年（昭和11年）には田中千鶴子と結婚する。田中家は「釜山物産組」という海運会社を営んでおり、同じ福岡県の糸島郡出身であったことから両家は仲が良かった。千鶴子は100メートル走で朝鮮全土の女子最速記録を樹立し、アムステルダムオリンピックメダリストの人見絹枝より日本体育大学への推薦を打診された事もあった人物であった。
1942年（昭和17年）には新京の本社に転勤し、「防衛課」の職員として発電所の避難計画の策定といった業務に携わる。1944年（昭和19年）に陸軍に召集されて独立混成第59旅団隷下の独立歩兵第394大隊の一員として伊良部島に配属される。その後、独混59旅団司令部に転属。宮古島で終戦を迎える。

### 「ふくや」創業、味の明太子の開発
引き揚げ後、ひとまず福岡県糸島郡北崎村に落ち着いた川原一家は兄などと共に千代町に居を構え、朝鮮時代の財産を元手に天神町市場(現在は福岡ビルが建っている)に数件の店を出して海産物などを販売していた。1948年（昭和23年）に川原一家は中洲市場へ移住し、ここで「ふくや」を開業した。当時のふくやは主に店舗向けに食料品を売る卸商店であった。中でも業務用の中華料理食材に強く、「鳴海屋」「トーホー」と共に「福岡の三大食品卸商店」と称された。
そんな中、商品を卸す以外に目玉になるオリジナル商品を開発しようとの考えから、夫婦は若い頃に釜山で食べた明太を作ろうと考え開発に乗り出す。1949年（昭和24年）に第1号の明太子が店頭に並んだ。しかし味を出すのは容易ではなく、店でも全く売れなかったことから、当初は従業員からも「店主の道楽」という声もあったという。結局、明太子が完成するには十年近くの歳月を要し、10周年を迎えた1957年（昭和32年）に「味の明太子」が発売された。
この頃から辛子明太子は近所の人々に少しずつ広がり始め、小料理屋で出されるようになるとサラリーマンなどを通じて県外にも評判が広まっていった。1965年（昭和40年）には大阪の政財界で評判となり、大阪のキャバレーから大量に注文を受け、2トントラックに明太子を満載して運ぶといった出来事もあった。1975年（昭和50年）に山陽新幹線の岡山―博多間が開通すると一気に全国へ広がった。
川原の最大の功績は博多式の辛子明太子を開発し、明太子産業を博多に根付かせた事であるといえる。明太子そのものはもともと朝鮮の食品であるが、調味液に漬け込む形式の新たな辛子明太子を開発し、博多の名産品として普及させたのは川原の功績である。また、川原は望むものには誰にでも製法を教えた（後述）こともあり、多くの明太子業者が生まれ、博多で明太子産業が発展することとなった。

### 中洲の街と共に
川原は中洲の街に根差した活動にも精力的であった。ひとつは博多祇園山笠の中洲流の結成に携わったことである。戦前には中洲に「流」（山笠の参加組織）はなく、土居流の加勢町の一つであったが、1949年（昭和24年）に中洲流が独立することが決定されると中洲市場の専務理事として中心的な役割を果たし、以後も積極的に山笠に参加した。このためか、現在でもふくやの店内には中洲流の法被をモチーフとしたのれんが使われている。
また、「中洲町連合会」や博多や中洲の商店街、百貨店で作る「博商会」では副会長や会計係を務め、祭りの資金集めや中洲まつりの開催、博多川の浄化といった事業に携わっている。
1978年（昭和53年）には山笠の遠征を企画し、1980年（昭和55年）にはハワイへの海外遠征を計画するが、この年に体調を崩し、その年の追い山を待つかのように亡くなった。67歳であった。

## 人物・エピソード
- 身長170cmと当時としては大柄で、坊主頭であったことから、博多区の東公園にある日蓮上人像に例えて「中洲の日蓮さん」と呼ばれていた[22]。
- 「明太子はお惣菜である」として明太子の製法に関して特許などは取得せず、望むものには誰にでも製法を教えた[23]。ただし、調味料の配合と粉唐辛子の製法だけは企業秘密として、一部の社員以外には伝えなかったという[24]。
- 晩年には高額納税者番付に掲載されるほどの財を成したが[21]、自身の蓄財にはあまり関心がなく、寄付を好んだという[25]。
- 自他とも見認める「山のぼせ」であり、自身も毎年山笠に参加していた[26]ほか、社員にも地域活動への参加を奨励した[27]。

## 川原を描いた作品
- 「めんたいぴりり」 - 福岡県のテレビ西日本が開局55周年を記念して製作したドラマ。博多華丸が川原を演じた[28]。